# Cserhátsurány
Cserhátsurány es un pueblo ubicado en el condado de Nógrád, Hungría.

## Superficie
Posee una superficie de 18,80 kilómetros cuadrados.

## Demografía
Hasta 2021 la población era de 750 habitantes, con una densidad de población de 39,89 habitantes por kilómetro cuadrado.